# Transports publics fribourgeois
Les Transports publics fribourgeois (TPF, stylisé « tpf ») sont le réseau de transports publics du canton de Fribourg en Suisse. Ils exploitent un réseau ferroviaire, un réseau d'autobus et un réseau de bus urbain (dans les villes de Fribourg et Bulle). En 2021, les TPF transportent 29 millions de voyageurs.

## Historique
Les TPF sont le résultat d'une fusion entre les Transports en commun de Fribourg et les Chemins de fer fribourgeois Gruyère–Fribourg–Morat en 2000.
En 2008, les TPF ont un chiffre d'affaires de 109 millions de francs suisses, avec un excédent de recette de 1 million et un peu plus de 600 salariés. Le Canton de Fribourg possède 56,54 % des actions.
À partir de 2011, les TPF développent en collaboration avec les Chemins de fer fédéraux le Réseau express régional fribourgeois (RER Fribourg/Freiburg). La première étape est la mise en place d'un train direct Bulle-Romont-Fribourg-Berne.
En août 2012, les TPF, en collaboration avec l'exploitant de la ligne Bière – Apples – Morges (BAM), le MOB et Travys, a lancé un appel d'offres pour 17 trains à voie métrique. Il a été annoncé que Stadler Rail avait remporté le contrat de 150 millions de francs suisses en mars 2013. Les premiers trains ont été livrés début 2015 et remplaceront les anciennes rames,,. Six rames ont ainsi été livrées aux TPF, chacune comportant trois voitures et développant une puissance maximum de 1 340 kW à une vitesse maximale de 100 km/h.
En 2013, les Transports publics fribourgeois ont transporté 28,4 millions de voyageurs pour un chiffres d'affaires total de 135 millions de francs.
En décembre 2014, en parallèle à la deuxième étape du RER (cadence à la demi-heure sur les lignes Romont-Fribourg, Fribourg-Yverdon-les-Bains et Morat-Chiètres), les TPF améliorent le réseau de bus dans la Broye fribourgeoise.
L'entreprise employait environ 700 personnes en 2015 et 847 en 2017.
Les TPF ouvrent en 2019 leur nouveau centre d'exploitation et de maintenance, dont la construction a coûté 120 millions de francs, à Givisiez. Il réunit en un seul lieu maintenance, exploitation, administration et services techniques des TPF. Le site accueille les trains, bus et trolleybus ce qui est une première en Suisse.

## Structure de l'entreprise
Les TPF sont organisés en une holding chapeautant trois filiales :
- Transports publics fribourgeois Infrastructure (TPF Infra), co-détenue avec la Confédération ;
- Transports publics fribourgeois Trafic (TPF Trafic) ;
- Transports publics fribourgeois Immobilier (TPF Immobilier).

## Matériel roulant
Le matériel roulant des TPF se compose comme suit :

### Matériel ferroviaire
- Voie normale
  - 8 FLIRT, RABe 527 N° 191-198
  - 14 Dominos

- Voie étroite
  - 10 ABe 4/12, série 100
  - 2 automotrices Be4/4, 2 voitures intermédiaires B, 2 voitures-pilotes ABt
  - 4 Compositions Train Rétro

- Un funiculaire

- Travaux
  - 1 Tracteur Tm234 87
  - 1 Tracteur Tmf2/2 17
  - 1 Locomotive bimode Gem2/2 18
  - 1 Wagon-grue X925
  - 1 Tef2/2 16
  - 1 RBDe567 172

### Bus et trolleybus
- Bus
  - 28 Volvo 8700 LE
  - 11 Volvo 8700 LEA
  - 65 Mercedes Citaro LEÜ Euro6
  - 51 Mercedes Citaro GÜ Euro6
  - 5 Solaris Urbino 8.9 Electric
  - 4 Mercedes Citaro O530 Euro5
  - 32 Mercedes Citaro G Euro6
  - 4 Mercedes Citaro K Euro6
- Trolleybus
  - 12 Hess Swisstrolley 3 BGT-N2 C
  - 10 Hess LighTram BGT N2D DC
- Bus scolaires
  - 14 Renault Master Dci
  - 15 Iveco Rapido 70C17
  - 13 Mercedes Sprinter 516 BT
  - 5 Iveco Ferqui Sunrise
  - 1 Mercedes Citaro Intouro

## Réseau
En 2018, le réseau des Transports publics fribourgeois mesure 1 303,6 km dont 176,3 km de chemin de fer et 1 044 km de bus régionaux (le solde étant réparti entre bus urbains et funiculaire).

### Lignes de chemins de fer

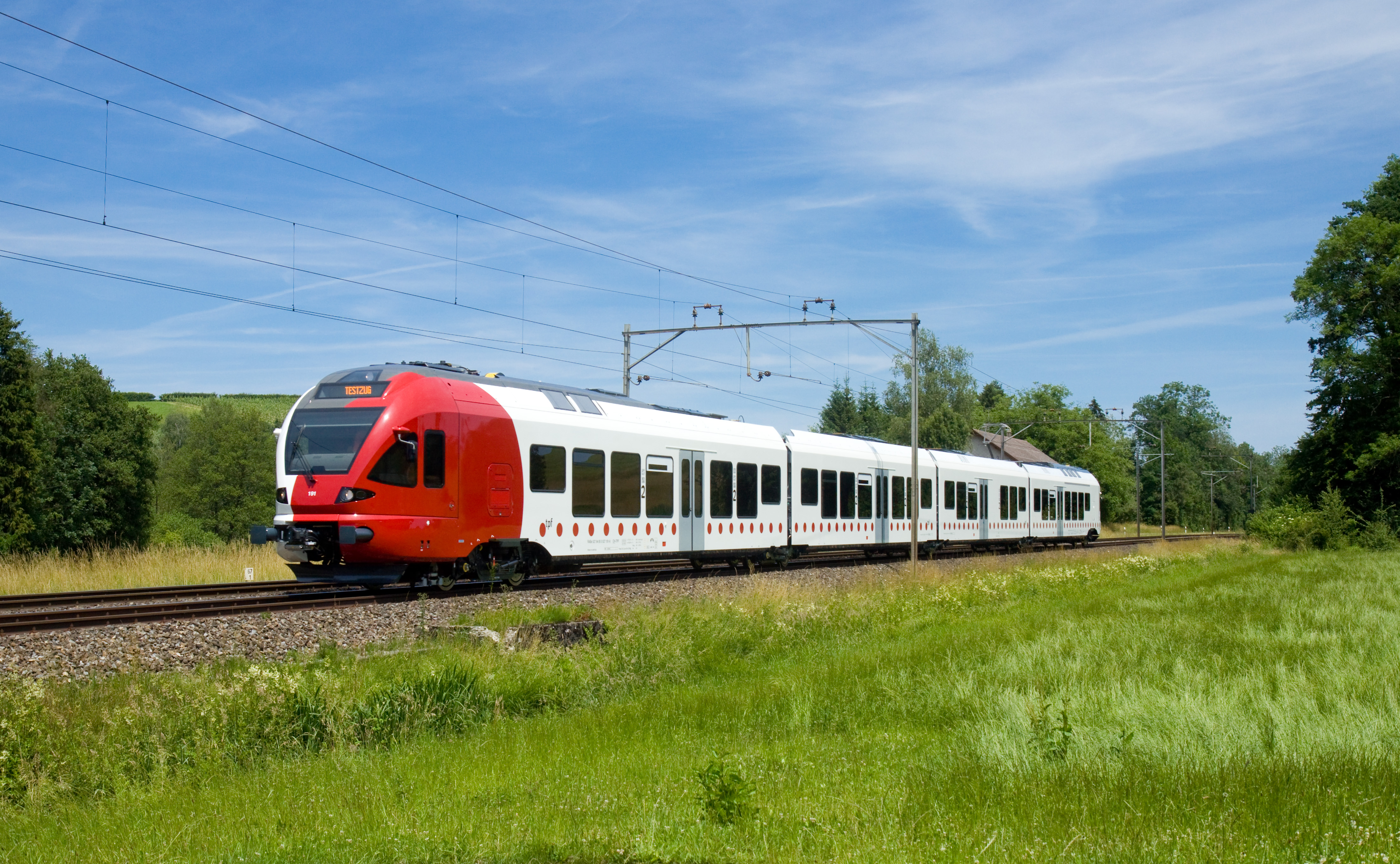
Stadler FLIRT pour la voie normale.

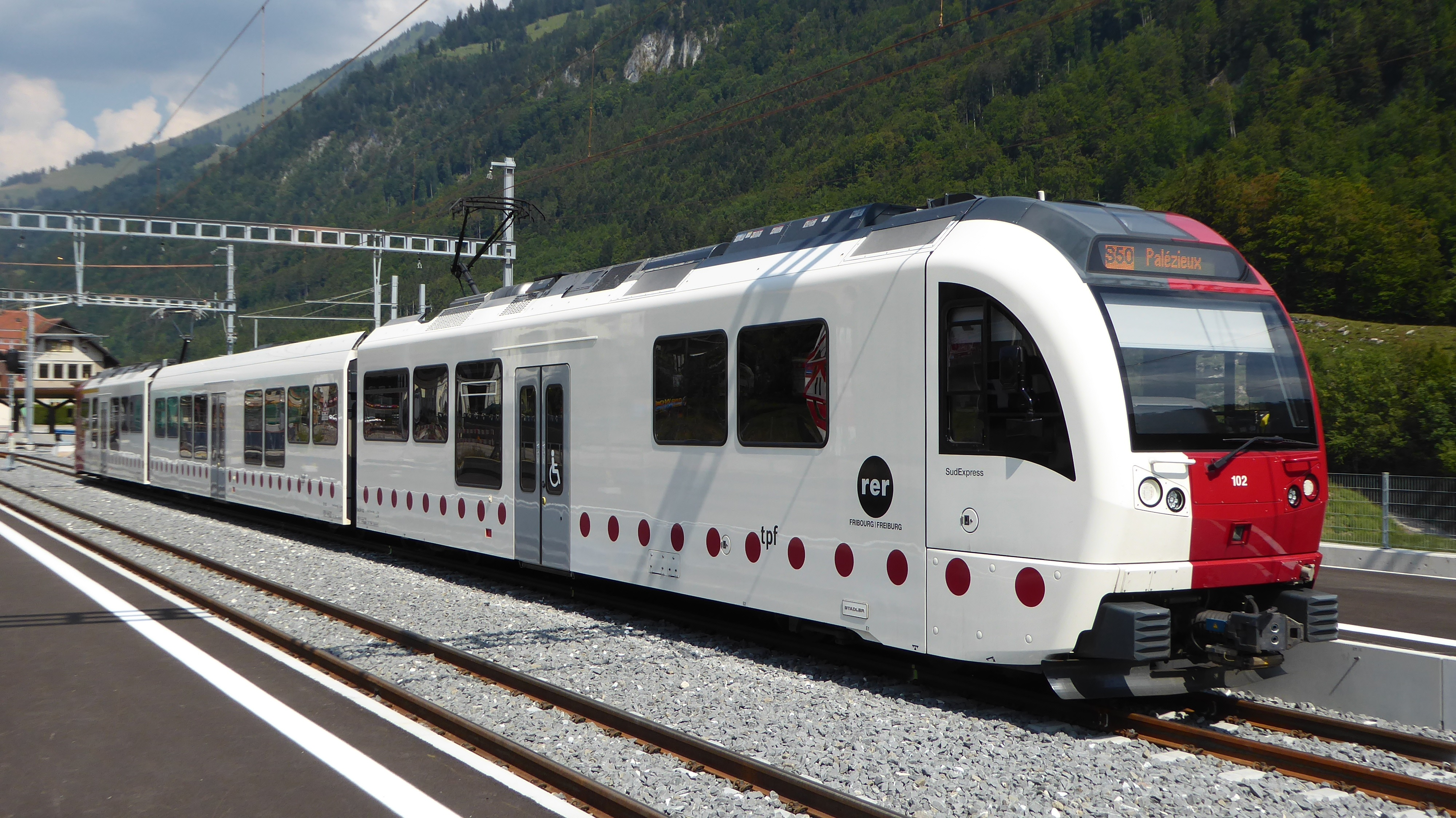
Automotrice ABe 2/4+B+Be 2/4 pour la voie métrique.

Quatre lignes de chemins de fer font partie du réseau des TPF. La ligne Palézieux – Bulle – Montbovon a un écartement des voies métrique alors que les lignes Bulle – Broc-Fabrique (depuis 2023), Bulle – Romont – Fribourg (– Berne), Fribourg – Morat – Anet (– Neuchâtel) sont à voie normale.

### Lignes de bus
Les lignes de bus TPF couvrent l'ensemble du canton de Fribourg. Au départ de la capitale cantonale, elles se dirigent notamment au nord vers Domdidier, le Lac Noir, Tavel, Planfayon, Schwarzenburg et Berne, au sud vers Bonnefontaine, Treyvaux et Bulle ou au centre vers Lentigny et Nierlet-les-Bois. Elles desservent Fribourg, Boltigen, Corbières, Moléson-sur-Gruyères, Grandvillard, Morlon, Jaun au départ de Bulle et Villarimboud, Farvagny, Bulle, Palézieux, Moudon, Prez-vers-Siviriez au départ de Romont. Diverses autres lignes lient deux communes, comme Gurmels - Murten, Domdidier - Portalban ou Estavayer-le-Lac - Murist.
Les lignes reliant Vevey à Châtel-Saint-Denis, Bossonnens et Palézieux sont exploitées conjointement par les VMCV et les TPF.

### Réseaux urbains
Le réseau urbain se compose du réseau Agglo desservant l'agglomération de Fribourg et du réseau Mobul desservant l'agglomération de Bulle.

#### Réseau Agglo Fribourg
- 1 Granges-Paccot, Portes-de-Fribourg - Marly, Gérine (trolleybus ou bus articulé)
- 2 Fribourg, Schoenberg Dunant - Villars-sur-Glâne, Les Dailles (trolleybus)
- 3 Givisiez, Mont Carmel - Fribourg, Charmettes (trolleybus)
- 4 Gare de Fribourg - Fribourg, Auge Sous-Pont (autobus)
- 5 Fribourg, Torry - Villars-sur-Glâne, Gare (bus articulé)
- 6 Fribourg, Guintzet - Fribourg, Musy 4 (bus articulé)
- 8 Corminboeuf, Ancienne Poste - Marly, Piscine (bus articulé)
- 9 Villars-sur-Glâne, Petit-Moncor - Corminboeuf, Jo-Siffert / Givisier, La Faye (bus articulé)
- 11 Gare de Fribourg - Rosé, Gare (autobus)
- 12 Warpel-Gantrischweg (autobus)
- 13 Düdingen Bahnhof-Leimacker (autobus)
- F Pertuis - St-Pierre (funiculaire)

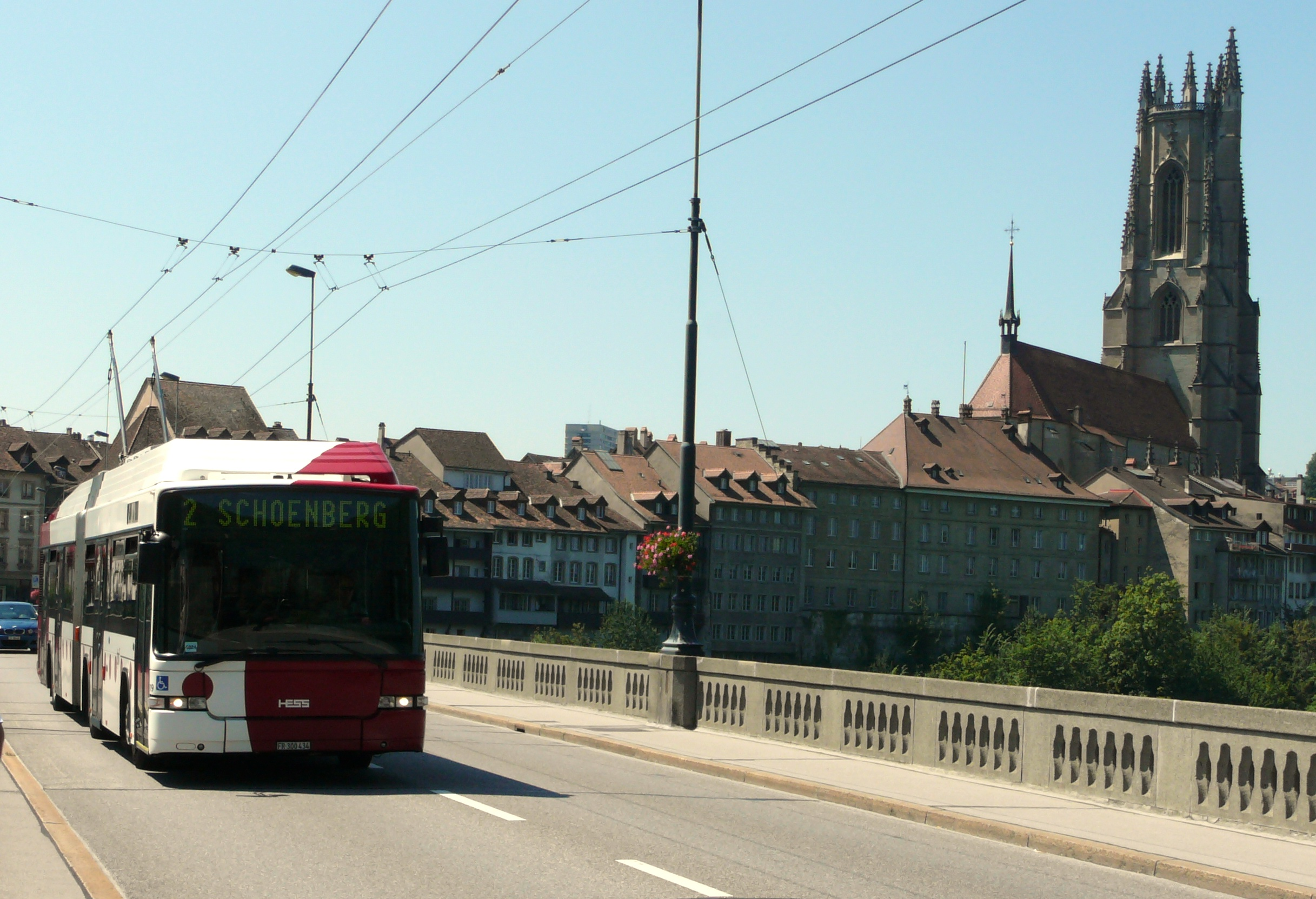
Trolleybus des Tpf vu du pont de Zähringen
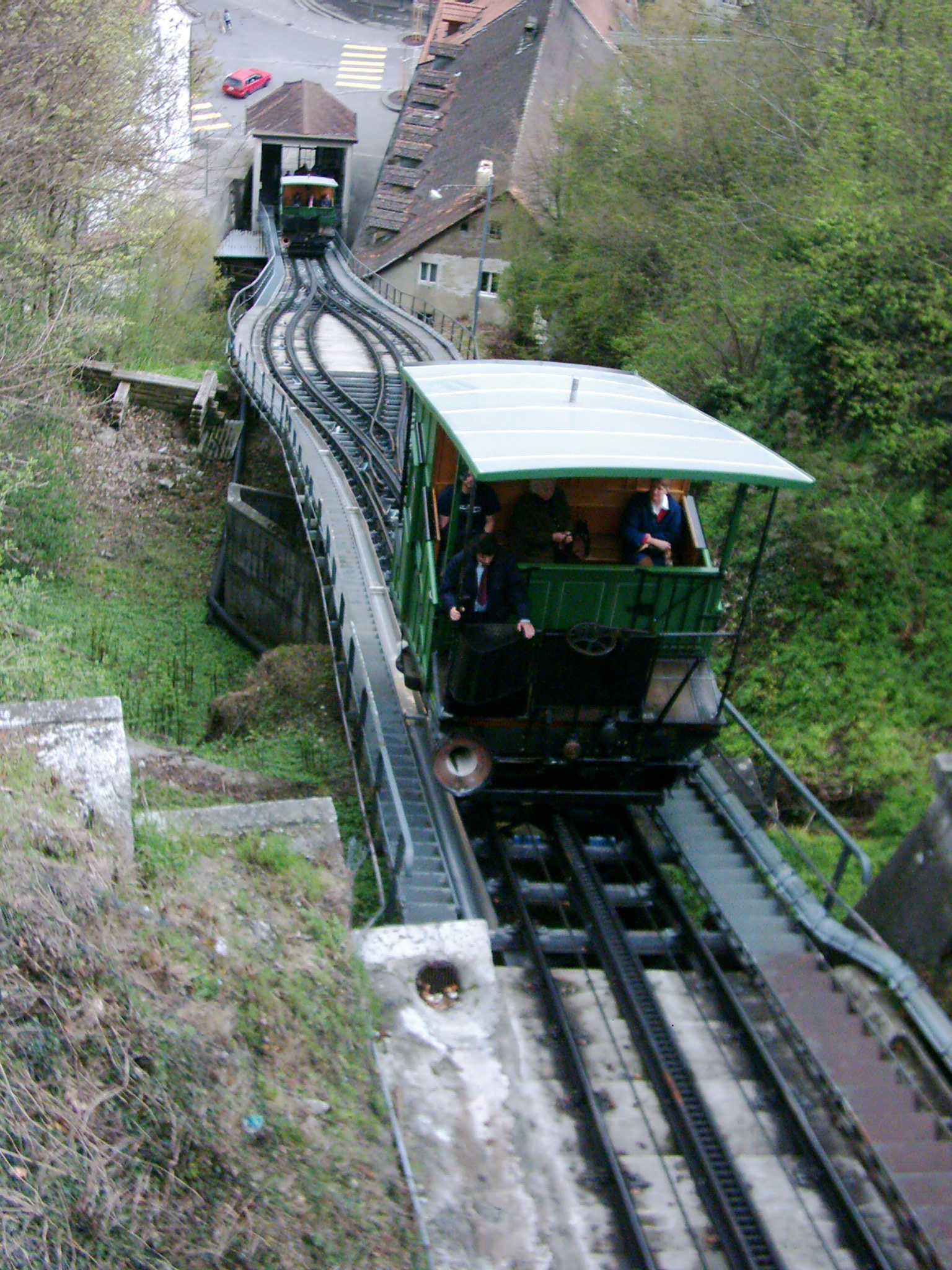
Funiculaire de Fribourg
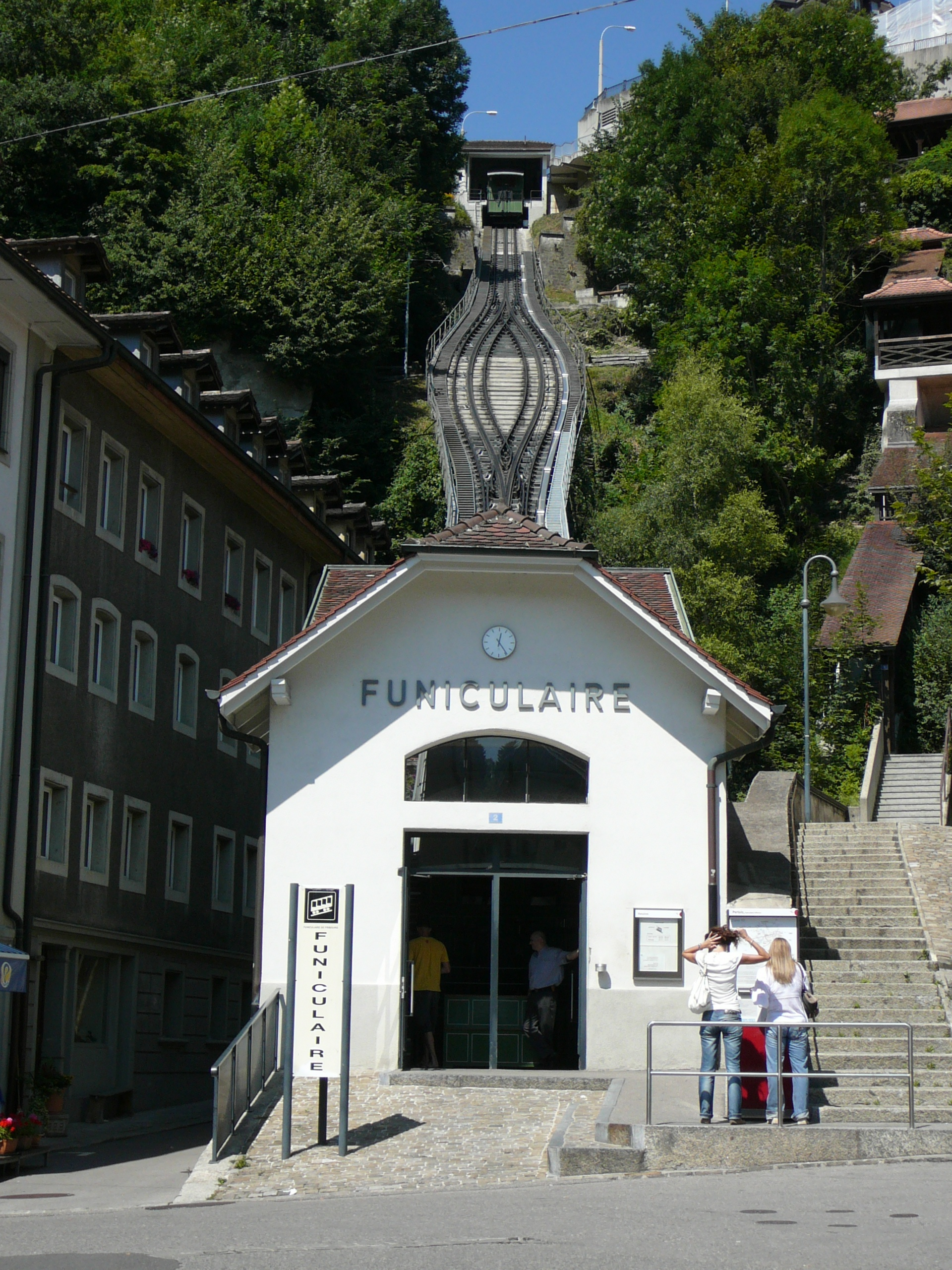
Funiculaire de Fribourg
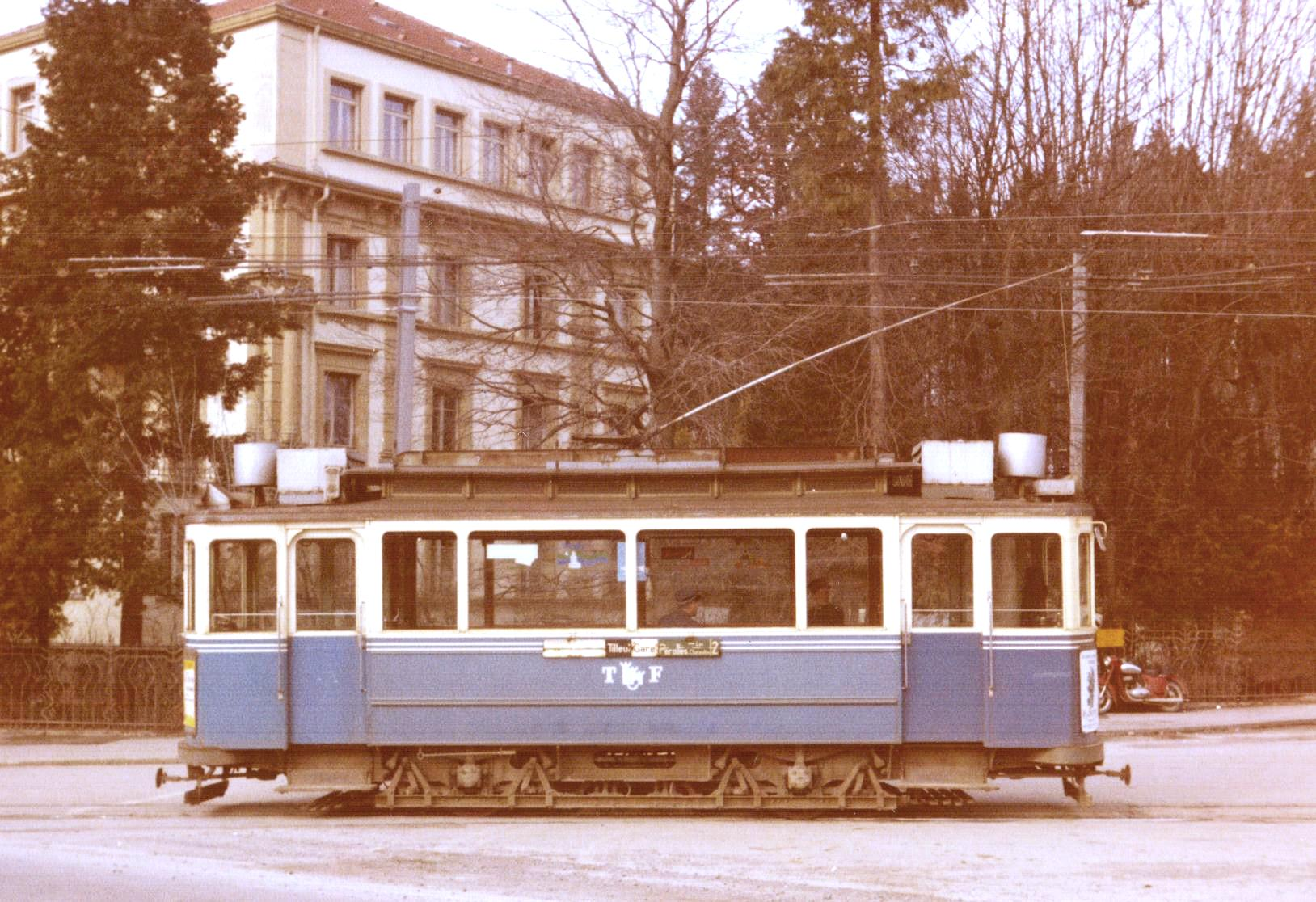
Ancien tramway de Fribourg

#### Réseau Mobul (Bulle)
201 La Tour-de-Trême, Le Closalet - Riaz, Hôpital
202 Vuadens, Le Maupas - Morlon, Église
203 Bulle, Bouleyres - Bulle, Industrie

#### Anciens tramways
De 1897 à 1965, les transports urbains de la ville de Fribourg étaient assurés en bonne partie par des tramways.